# Lesznowola (Piaseczno)
Pour les articles homonymes, voir Lesznowola.
Lesznowola (prononciation : [lɛʂnɔˈvɔla]) est un village polonais de la gmina de Lesznowola dans le powiat de Piaseczno de la voïvodie de Mazovie dans le centre-est de la Pologne.
Le village est le siège administratif (chef-lieu) de la gmina appelée gmina de Lesznowola.
Il se situe à environ 6 kilomètres au nord-ouest de Piaseczno (siège du powiat) et à 15 kilomètres au sud de Varsovie (capitale de la Pologne).
Le village compte approximativement une population de 927 habitants en 2010.

## Histoire
De 1975 à 1998, le village appartenait administrativement à la voïvodie de Varsovie.